# Качехойская боевая башня
Качехойская боевая башня — расположена у селение Качехой, Шаройского района, Чеченской Республики, датируется средними веками XIV—XV. Находится в весьма труднодоступном месте, на скале.

## История
Каменное сооружение по праву считается одним из устанавливающих признаков высокой степени формирования материальной культуры многих народов.
Важную часть материальной культуры чеченцев составляет группа комплексов, популярная в научной литературе под названием «башенных строений». Башенная культура до позднего периода господствовала в основном в горной области.
Качехойская боевая башня располагается в ущелье Сандахой, на левом берегу реки Шаро-Аргун, практически у самых его истоков, около в 500 метрах от руин средневекового поселения Кебасой, на большом каменистом утесе в местечке Пхиеде (чеч. Пхьеде). Боевая крепость была сигнально — сторожевой и охраняла горную дорогу из Тушетии в Шарой и Чанты-Аргунское ущелье.
В конце XIX века башенные строения в Сандахойском ущелье посетили члены Русского географического общества во главе с географом А. Е. Россиковой, в 20-х годах ХХ столетия, памятники средневекового зодчества обследовал австрийский этнограф Бруно Плечке. Позже местные памятники изучал археолог С. Ц. Умаров.
На государственную охрану памятник принят, в соответствии с решением Правительства Чеченской Республики от 9 ноября 2010 года за № 180.

## Описание
Башня четырехэтажная, конусообразной формы. Крыша и перекрытия не сохранились. Башня сооружена подстраиваясь под рельеф местности. Вследствие этого стены различной длины: северная стена- 4,35 м; восточная- 4,50 м; южная — 4,45 м и западная — 4,30 м. Высота башни 17,45 — 15,45 м. (разные стороны имеют разную высоту). Башня стоит на крутом склоне, поэтому углы восточной и западной стен находятся на различных уровнях.
Башня направлена стенами по сторонам света. Восточная стена является лицевой. На ней — три оконных проема на уровне 2-го, 3-го и 4-го этажей. Они венчаются древней аркой с замковым камнем.
На западной стене пять бойниц, по две — на 2-м и 3-м этаже и одна на 4-м этаже. От балкончика-машикуля на этой стене остались только камни подпорки. На северной стене по две бойницы в нижней части 2-го, 3-го и 4-го этажей, неплохо сохранился машикуль. На южной стене расположен входной проем на второй этаж, венчающий правильной аркой с замковым камнем. Он в некоторой степени разломан. Оконные проемы размещены также на уровне 3-го и 4-го этажей.
Башня является собой редким образцом защитного строения эпохи средневековья, толщина стен первого этажа-достигает 1,2 метра , второго и третьего этажей - 1 метр..